# Leuconeura ipomoeae
Leuconeura ipomoeae är en insektsart som beskrevs av Hajime Ishihara 1978. Leuconeura ipomoeae ingår i släktet Leuconeura och familjen dvärgstritar. Inga underarter finns listade i Catalogue of Life.